# Leon Landowski
Leon Landowski (ur. 28 listopada 1908 w Czarnej Wodzie, zm. 9 września 1939 w Czarnej Wodzie).

## Życiorys
Leon Landowski urodził się w 1908 roku w Czarnej Wodzie. Po ukończeniu szkoły podstawowej pracował jako robotnik w miejscowym tartaku, należącym do Niemca Reinholda Brambacha.
Leon Landowski był żonaty z Elżbietą (z d. Narloch) z Czerska i posiadali czwórkę dzieci, córka Czesława (1932), syn Henryk (1934), syn Marian (1938) i córka Irena (1940).
Oprócz pracy zarobkowej pisał artykuły do gazet, przekazywał różnego rodzaju wiadomości lokalne, pisał reportaże i kroniki. Jego twórczość ukazywała się w gazecie „Obrona Ludu” oraz „Echo Borów Tucholskich”. W tej ostatniej, w dodatku „Echo Niedzielne”, drukowano całą serię pisanych przez niego gwarą kociewską, śmiesznych historyjek pt. Gawędy Leosia Pałki.
Czytając je, trudno sobie wyobrazić, że były one niczym innym, jak bujną wyobraźnią Leosia Pałki. Wszelkie zawarte tam opisy zaistniałych sytuacji, miejsc geograficznych i przekazów do „kumpli i kumoszek”, sprawiają wrażenie wydarzeń rzeczywistych. Można zauważyć też sporą dozę humoru, jaką gawędy się charakteryzują. Nikt kto w tamtych latach je czytał, nie spodziewał się na pewno, że ich autor zakończy swoje życie w sposób tak bardzo tragiczny i w tak młodym wieku.
Oprócz działalności literackiej zajmował się również wystawianiem w Czarnej Wodzie i okolicznych miejscowościach, przedstawień amatorskich i pantomimy.
Z powodu braku odpowiednich środków finansowych na podjęcie dalszej nauki w trakcie swojej pracy, kontynuował korespondencyjny kurs nauk handlowych i gospodarczych w Warszawie. Zdobył tam m.in. umiejętność posługiwania się pismem stenograficznym.
Przed wybuchem II wojny światowej Leon Landowski pisał na łamach lokalnych gazet o swojej nienawiści do hitlerowskich Niemiec, piętnował zaborczą politykę Niemiec, w związku z czym, został uznany za wroga III Rzeszy.
W dniu 9 września 1939 roku w Czarnej Wodzie zjawiła się na motocyklach grupa kilku oprawców hitlerowskich, ze znajdującej się w pobliskiej miejscowości Piece, siedziby Gestapo. Ich celem było rozprawienie się z podejrzanymi o wrogość do Niemiec osobami. Najpierw udali się do miejsca zamieszkania Leona Landowskiego, gdzie po dokładnych poszukiwaniach, odnaleźli go w jednym z budynków gospodarczych. Został zabrany i niedaleko swojego domu rozstrzelany. Jego brat Józef Landowski, wraz z pozostałą rodziną zamordowanego, pochowali go na pobliskim cmentarzu w miejscowości Łąg.
Całe to wydarzenie zostało opisane jako artykuł pt. Wspomnienia Józefa Landowskiego w wydawanym przez Zarząd Miasta w Czarnej Wodzie informatorze, Merkuriusz Czarnej Wody nr 3/22 z 1997 r.
Kilka godzin później został zamordowany policjant pełniący swą służbę w Czarnej Wodzie, Wawrzyniec Szóstak.

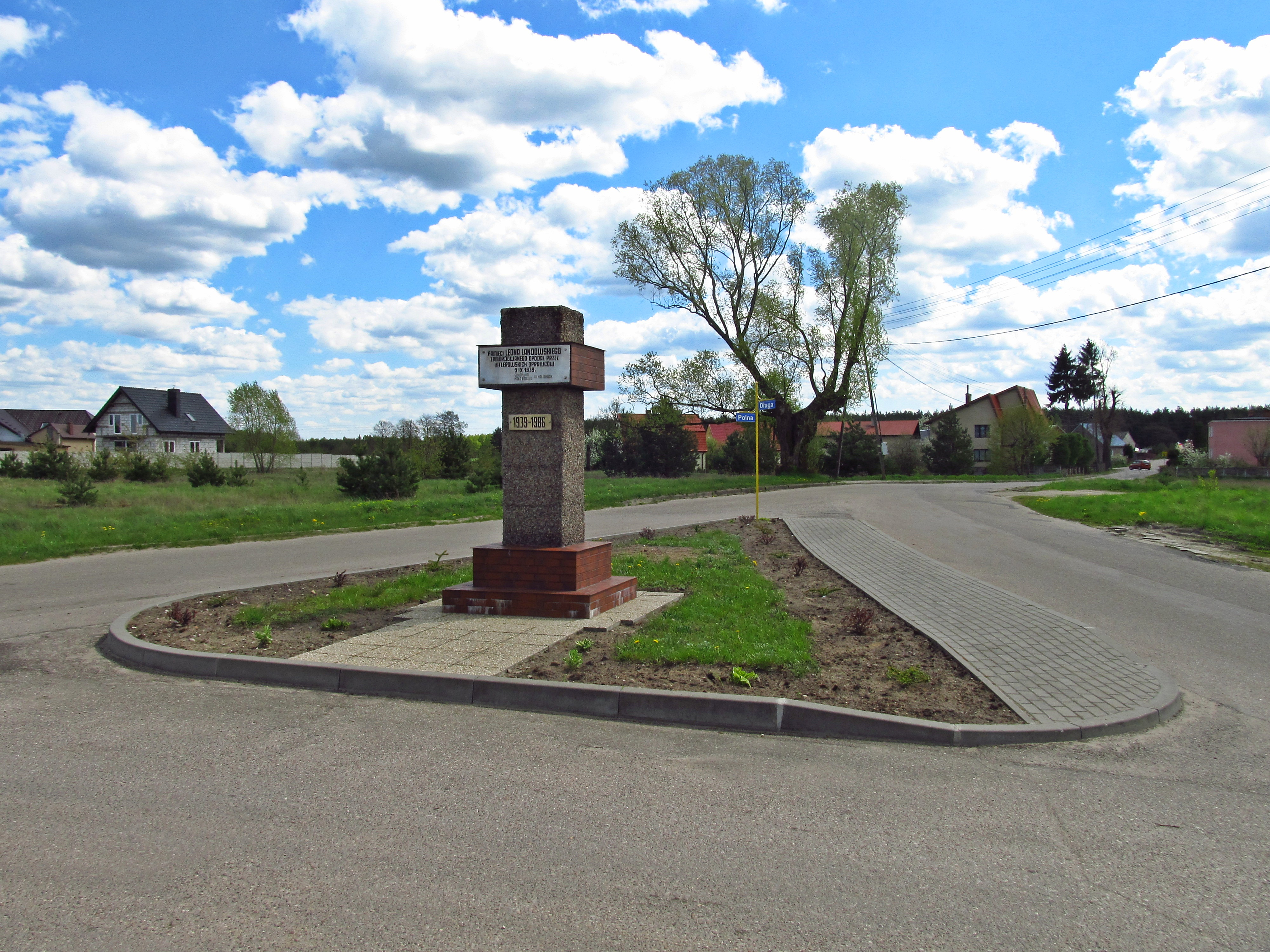
Pomnik pamięci Leona Landowskiego

W roku 1986 z inicjatywy Gminnego Obywatelskiego Komitetu Ochrony Pomników Walk i Męczeństwa, Naczelnika Gminy Kaliska oraz Gminnego Koła Związku Bojowników o Wolność i Demokrację, sfinalizowano pamięć o zamordowanym, stawiając u zbiegu ulic Długiej i Polnej w Czarnej Wodzie pomnik, symbolizujący pamięć ofiar II wojny światowej. Pomnik ten został odrestaurowany przez władze miasta Czarna Woda w 2010 roku.